# Pinscher nain
 (octobre 2022).
- Si vous ne connaissez pas le sujet, laissez ce bandeau (vous pouvez alors contacter les auteurs).
- Si vous supprimez le contenu mis en cause (vous pouvez préalablement contacter les auteurs),

argumentez précisément cette suppression dans la page de discussion
(un manque de référence n'est pas un argument ; une recherche réelle de référence doit avoir été effectuée, être formellement documentée).

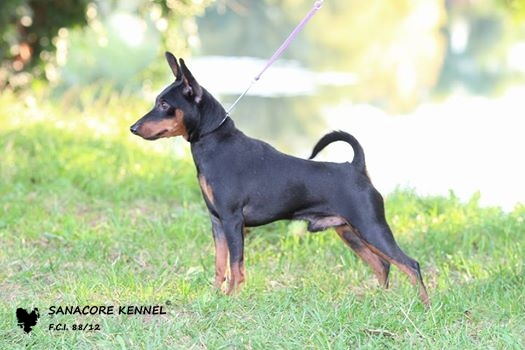
Pinscher nain.

Le Pinscher nain est un petit chien nain qui, à l'origine, a été créé comme chien ratier, pour éliminer les nuisibles et, en particulier, les rats. Dans sa région natale, en Allemagne, ce chien est connu sous le nom de Zwergpinscher. Le Pinscher Nain est souvent confondu avec le Ratier de Prague, une race au physique proche du Pinscher. Aujourd'hui, il est largement élevé comme animal de compagnie.

## Histoire
Ce chien nain appartient à une très ancienne race de chien de chasse d’Allemagne. Dès le XVIe siècle, ses ancêtres étaient utilisés pour chasser les rats et avaient la réputation de chiens de garde et d’écurie courageux et alertes. Plusieurs œuvres picturales de la Renaissance et de la période baroque, dues au peintre flamand Jan Bruegel, Albrecht Dürer ou encore Carle Vernet, représenteraient ces chiens que l'on nomme aussi "Griffons d'écurie", et qui sont appréciés jusqu'à Versailles. Cette race de chien naine a rapidement gagné en popularité parmi les agriculteurs en raison de leur intelligence, de leur petite taille et de leur agilité. Le Pinscher nain est un modèle réduit du Pinscher allemand exempt de tout trouble de croissance du nanisme.
Déjà  au  début  du XXe siècle, le nombre des Pinschers nains était important, et, en 1925, le livre des origines comportait déjà 1 300 inscriptions de cette  race. À partir des nombreuses variétés de couleur, comme chez le Pinscher allemand, les chiens de couleur noire avec des marques plus claires et les unicolores d’un ton rouge à brunâtre sont sélectionnés.
La première exposition canine d'Allemagne se tient à Hanovre en 1878, et c'est en 1900 que l'on voit à l'exposition de Stuttgart des sujets de pinschers de petites tailles. Le premier standard est rédigé en 1880 par Richard Strebel.
En juillet 1955 la race est reconnue définitivement par la Fédération Cynologique internationale.

## Caractéristiques physiques
Tout comme le pinscher allemand, sa morphologie s’inscrit dans un carré, ce qui signifie que la hauteur et la longueur de son corps sont à peu près de même proportion. La longueur totale de sa tête correspond à la moitié de la longueur entre le garrot et l’attache de la queue. le corps est très musclé et élégant. Le pelage est ras et lisse. Sa couleur de robe est le plus souvent noir et feu ou marron et feu avec des poils courts, lisses, brillants et bien fournis.
Les Pinschers nains sont des chiens rustiques, qui ne présentent aucune fragilité du point de vue longévité ou reproduction; les portées comptent entre quatre et six chiots en moyenne, et les femelles ne doivent que fort rarement subir de césarienne.

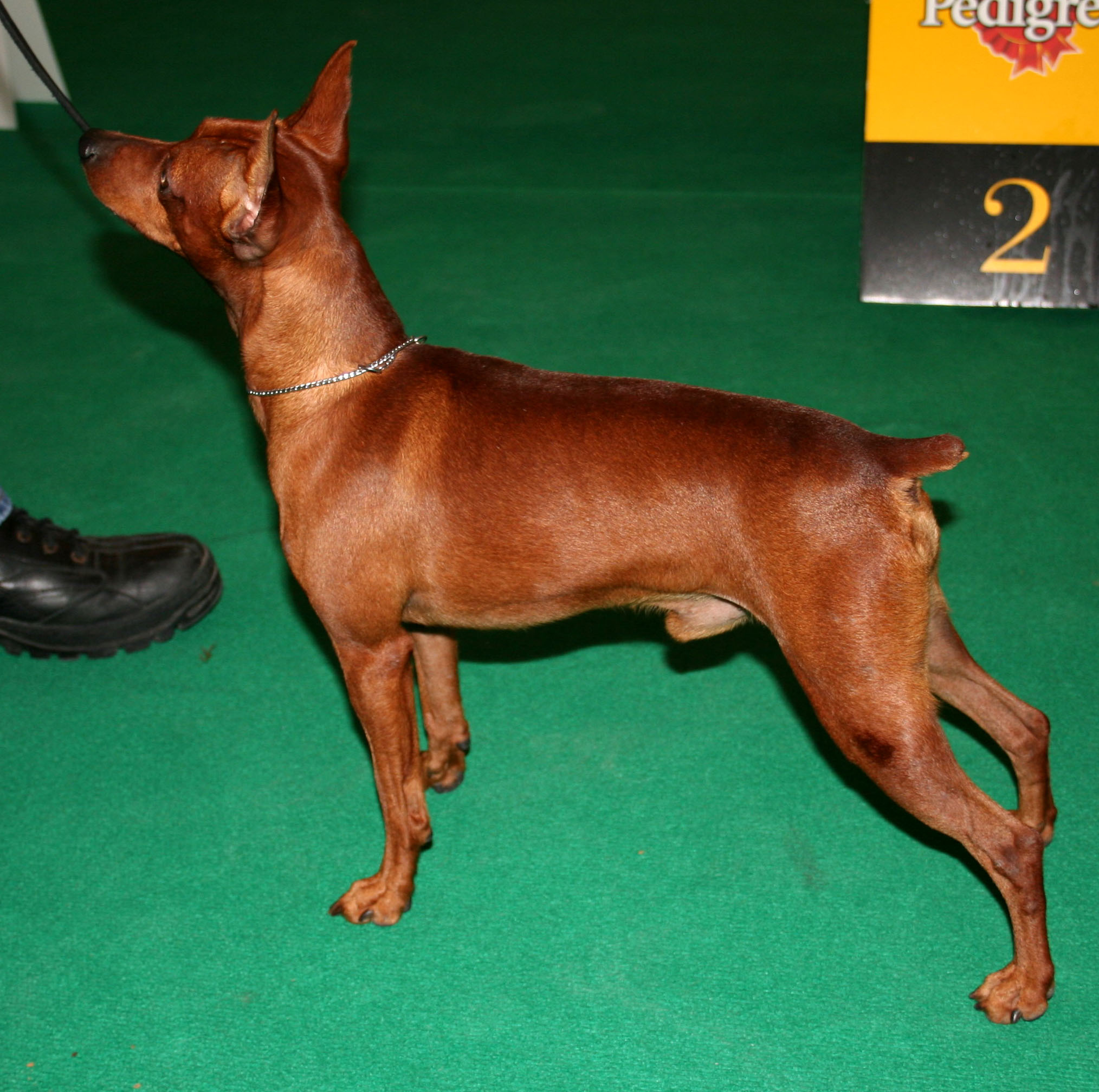
Pinscher nain au spectacle de conformation, avec oreilles dressées naturelles et queue coupée.
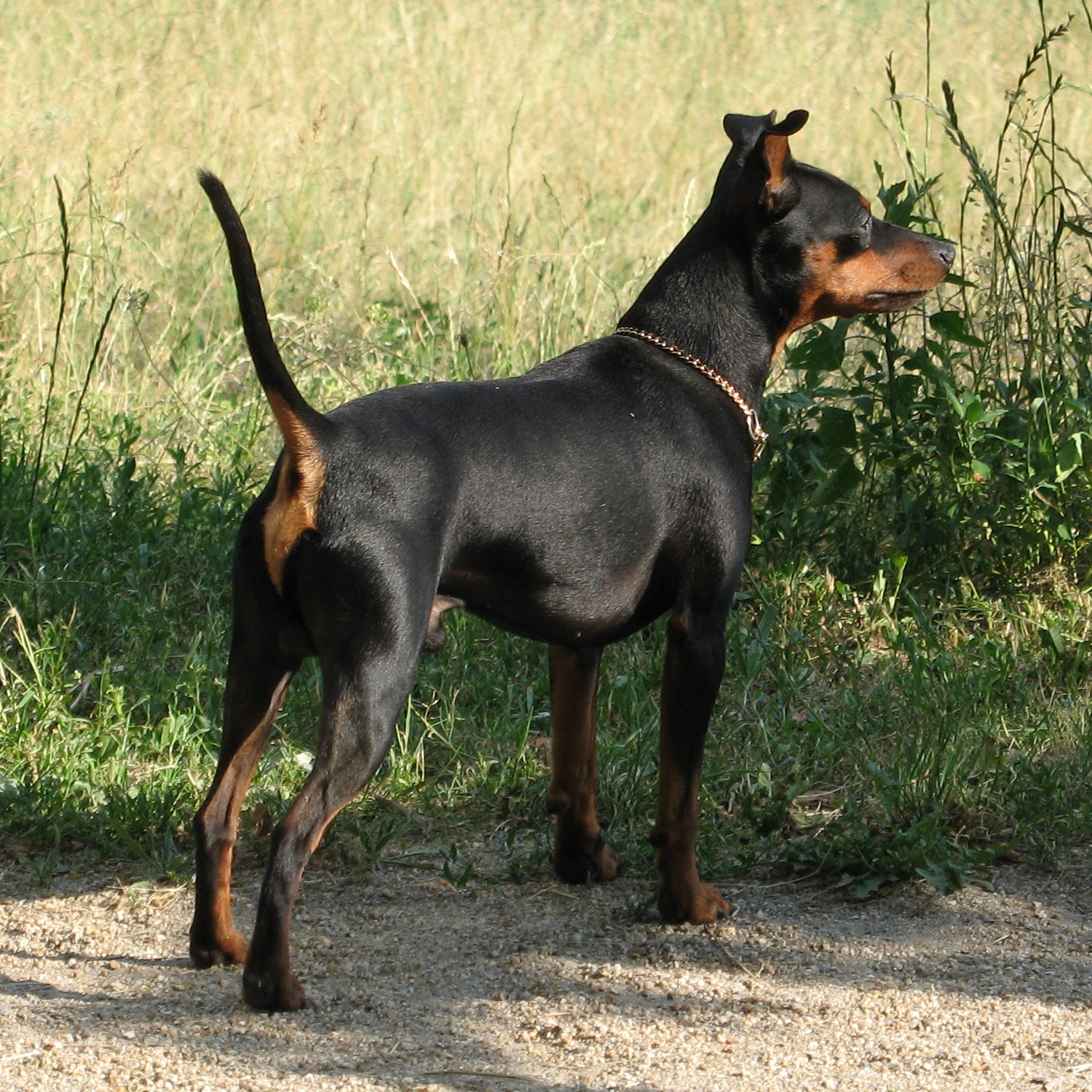
Pinscher nain noir, oreilles et queue non coupées
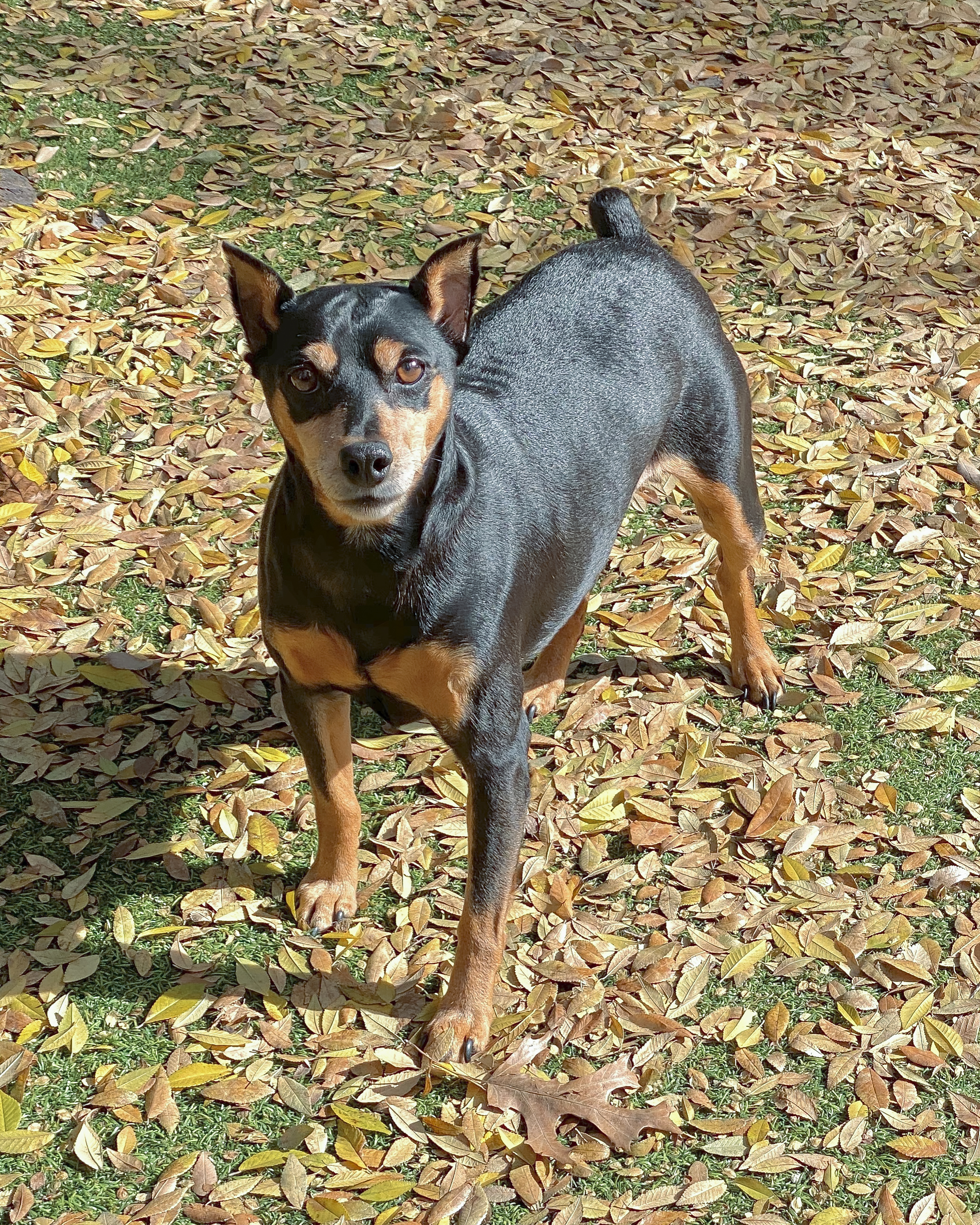
Pinscher nain mâle adulte avec un pelage brun et noir, des oreilles coupées et une queue coupée.
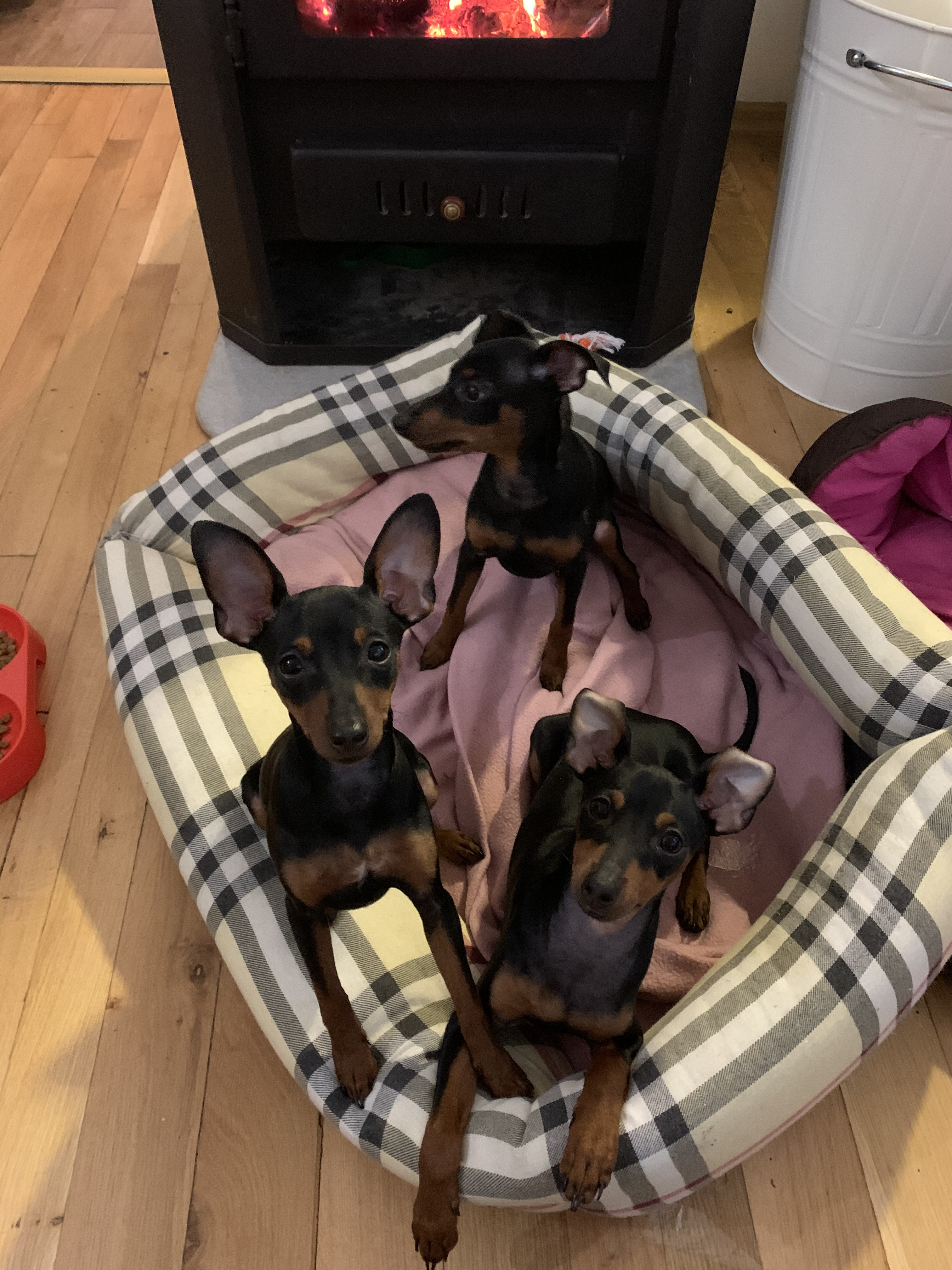
Chiots Pinscher nain.

## Tempérament
Le Pinscher nain est un petit chien très intelligent, plein d’assurance, d’énergie et friand de mouvement. Il a beaucoup de courage, d’assurance et de vigilance. C'est un chien qui a un rapport poids/puissance intéressant ce qui en fait un chien très performant. Cette race a une énorme prédisposition à l’apprentissage et, grâce à sa grande capacité de compréhension, elle est facile à éduquer. Ces chiens attentifs doivent laisser libre cours à leur curiosité et explorer le terrain qui les entoure.

## Sociabilité
Il est important, comme pour tout autre chiot, de sociabiliser convenablement le pinscher nain aussi bien auprès des humains qu'auprès des autres animaux et notamment les chiens. En effet, cela est tout particulièrement vrai pour cette race qui, malgré sa petite taille, est dotée d'une grande curiosité, de courage et surtout d'un tempérament très hardi souvent sur le qui-vive pour défendre son territoire.
Ce trait de caractère peut parfois lui causer des problèmes avec des chiens plus gros et plus costauds que lui et impatients. De plus, si son entrain n'était pas totalement maîtrisé, il peut arriver parfois qu'il se montre quelque peu désagréable avec des étrangers en voulant défendre son territoire. Il convient donc d'être ferme et constant dans l'éducation du pinscher car il est intelligent et a vite fait de jauger ceux à qui il a à faire. Cette race a besoin d'avoir à ses côtés une personne qui sache valoriser ses traits forts et qui a le temps et la volonté de s'y consacrer corps et âme.
Grâce à leur taille, ces animaux se sentent à l'aise dans un appartement, à condition qu'ils reçoivent la stimulation physique et mentale correspondante.

## Santé
Malgré sa petite taille, le pinscher est robuste et relativement peu sensible aux maladies. Cependant, ses pattes fines présentent une relative fragilité. Par ailleurs c'est un bon mangeur qui a une tendance à l'obésité ce qui accroît les risques pour ses petites pattes. Il est important d'être vigilant en surveillant son alimentation.
Il peut parfois arriver que le pinscher présente une faiblesse en termes de sensibilité oculaire et également de sécheresse de la peau.
Le toilettage est facilité par son poil très court qui nécessite peu d'attention. En contrepartie, il faut le couvrir lorsqu'il fait froid car son pelage ne lui donne pas toujours une protection suffisante.
Le Pinscher nain est une race de chien généralement en bonne santé avec une espérance de vie moyenne d'environ 15 ans.